# Brugine
Brugine é uma comuna italiana da região do Vêneto, província de Pádua, com cerca de 6.099 habitantes. Estende-se por uma área de 19 km², tendo uma densidade populacional de 321 hab/km². Faz fronteira com Bovolenta, Legnaro, Piove di Sacco, Polverara, Pontelongo, Sant'Angelo di Piove di Sacco.

## Demografia
| Variação demográfica do município entre 1861 e 2011                               |
|                                                                                   |
| Fonte: Istituto Nazionale di Statistica (ISTAT) - Elaboração gráfica da Wikipedia |